# Detektiv Conan – Der 11. Stürmer
Detektiv Conan – Der 11. Stürmer (jap. 11人目のストライカー, Jūichininme no Sutoraikā) ist der 16. Kinofilm zur Manga- und Animeserie Detektiv Conan aus dem Jahr 2012. In den japanischen Kinos startete er am 14. April 2012.

## Handlung
Eingeleitet wird die Handlung in der Detektei Mori. Kogoro nimmt das Telefon ab und erhält vom unbekannten Täter einen Bombendrohung mit einem Code. Vor Kogoros Detektei explodiert ein Auto. 
Bei einem Training der Fußballer von Tokyo Spirits werden die Detektiv Boys von Hideo Akagi trainiert. Kogoro wird unterdessen von verschiedenen Leuten des i Nichiuri TV befragt und erkennt einen Mann wieder, der einst ein Eigentor in einem wichtigen Spiel schoss und stellt ihn bloß. Abseits des Trainings sitzt ein ehemaliger Spieler auf einer Bank, den Conan entdeckt hat. 
Der Präsident der Jugend-Fußballmannschaft von Haido, Keiichiro Motora, zeigt allen Anwesenden seinen jungen Sohn, als er Fußball spielte. Er erzählten ihnen, dass er verstorben ist. Conan kann in das Notizbuch einer Fotografin sehen und merkt sich die Buchstaben "K.K".  
Wieder in der Detektei lautet das Rätsel des Täters: „Ein blauer Junge und ein blaues Zebra. Es regnet von oben herab. Die linke Hand des Jungen zeigt auf den linken Baum.“ Mit dem Nachsatz „Als nächstes ist Beika. Next Beika“. Kogoro vermutet den Haido-Park und den Brunnen, wobei es sich um einen Jungen mit einem Esel handelt und nicht um ein Zebra. 
Conan, mit der Stimme Shinichis, erkennt die Antwort und erklärt sie Ran. Die Maskottchen der Fußballmannschaften Spirits und Big sind gemeint. Conan gelingt es die Stadiontribüne räumen zu lassen, da die Anzeigetafel sonst auf sie gestürzt wäre. Conan gelingt es mit seinen elastischen Hosenträgern die Anzeigetafel zunächst von der Bühne fernzuhalten. Kein Mensch wird verletzt. 
In der Detektei erscheinen Megure und die anderen Polizisten und erkennen bei fünf Personen ein Tatmotiv. 
Conan trifft am nächsten Morgen Kazuyoshi Miura beim Training im Park und weiß, dies ist die Person "K.K.", also King Kazu genannt. Er trainiert Conan und Conan erhält ein Schweißband von ihm. Bereits früher hat er ein Schweißband an einen Jungen geschenkt, erzählt er. 
Ein Schreiben des Täters findet sich im Briefkasten von Kogoro. Conan denkt zunächst, dass das Ziel ein besonderes Konzert ist. Hierbei tritt auch Joko Okino auf. Doch es handelt sich um alle Spiele der J-League zusammen. 
Die Bomben sind nur zu entschärfen, wenn die zehn Stürmer jeweils bis zum Ende des Spiels auf genau die Mitte der Querlatte eines Fußballtores schießen. Sollte es nicht gelingt werden die Bomben gezündet. Doch der 11. Stürmer ist nicht Kogoro Mori, sondern Conan und die Detektiv Boys. Können sie den Täter aufhalten?

## Hintergrund
Die 1992 eingeführte J-League wird als Handlungsort dargestellt. Im Abspann werden hieraus einige Szenen gezeigt. Spieler wie Yasuhito Endō, Yasuyuki Konno, Kazuyoshi Miura, Kengo Nakamura, Seigō Narazaki werden mit fiktiven Spielern wie Hideo Akagi zusammen gezeigt.  
Der Film wurde in den Studios von TV+Synchron Berlin synchronisiert.